# 馬克·恩弗洛伊
馬克·恩弗洛伊（英語：Marc Maurice Enfroy，1965年—），是一位美國作曲家，歌曲作家和製作人，因為他的音樂是如配樂的純鋼琴為主軸，所以他的音樂被歸屬於“電影鋼琴”。
馬克·恩弗洛伊出生於一個音樂世家，他是廣播藝人；納什維爾歌曲作者名人堂成員布拉德利·金凱德的孫子，又名“The Kentucky Mountain Boy”。
馬克·恩弗洛伊已經發行了幾張專輯 ，並以他的第五張專輯“Crossroads”而聞名， 在2016年8月的新世紀音樂專輯排行榜（Billboard New Age Albums Chart）中排名第二。
他的首張專輯“Unbounded”獲得了2008年度最佳新古典專輯“區域音樂記者生活音樂獎”（the Zone Music Reporter Lifestyle Music Award）。

## 唱片

### 專輯
- 2008 – "Unbounded"
- 2009 – "Awakening" (also released as "Arising" on MG Music label)
- 2011 – "Unconditional"
- 2012 - "Dreams of the Forest"
- 2016 - "Crossroads"

### 單曲
- 2010 – "Acceptance"
- 2012 - "Your Silence is a Razor (feat. Aili Laine)"
- 2012 - "Fading White (feat. Lila Ives)"
- 2012 - "Shed my Skin (feat. Lila Ives)"

## 外部連結
- Official website （页面存档备份，存于）
- YouTube
- Marc Enfroy on The Artist Gallery.com （页面存档备份，存于）